# خوان خوسيه منديز فرنانديز
خوان خوسيه منديز فرنانديز (بالإسبانية: Juan José Méndez Fernández)‏ (و. 1964  م) هو راكب دراجة هوائية إسباني، ولد في برشلونة، شارك في الألعاب البارالمبية الصيفية 2012، ودورة الألعاب البارالمبية الصيفية 2008، والألعاب البارالمبية الصيفية 2004.

## التعليم
تعلم في Plan ADOP ‏.

## روابط خارجية
- خوان خوسيه منديز فرنانديز على موقع Paralympic.org (الإنجليزية)
- خوان خوسيه منديز فرنانديز على موقع Paralympic.org (الإنجليزية)
- خوان خوسيه منديز فرنانديز على موقع اللجنة البارالمبية الإسبانية (الإسبانية)